# Conde de Casal (metrostation)
Conde de Casal is een metrostation in het stadsdeel Retiro van de Spaanse hoofdstad Madrid. Het station werd geopend op 11 oktober 1979 en wordt bediend door lijn 6 van de metro van Madrid.